# سجن قفقفا
سجن قفقفا هو أحد السجون الأردنية، يقع في حلت الغتص منطقة جرش على بعد 47 كلم شمال العاصمة عمان.
- شهد أكثر من مرة تحركات احتجاجية من قبل السجناء من بينها ما وقع في شهر مارس/آذار وأفريل/نيسان 2006 والتي نتج عنها سقوط قتيل، وأحداث أبريل/نيسان 2008 التي ما لبثت أن امتدت إلى سجن الموقر وسجن سواقة.
- هو السجن الذي حول إليه الأسرى الأردنيون الأربعة الذين خرجوا من السجون الإسرائيلية، وهم سلطان العجلوني وخالد أبو غليون وسالم أبو غليون وأمين الصانع.